# Étage de fusée
 (septembre 2024).
Si vous disposez d'ouvrages ou d'articles de référence ou si vous connaissez des sites web de qualité traitant du thème abordé ici, merci de compléter l'article en donnant les références utiles à sa vérifiabilité et en les liant à la section « Notes et références ».
Pour l’article homonyme, voir étage.

Le troisième étage d'une fusée Saturn V peu de temps après sa séparation du module de commande.

En astronautique, un étage de fusée est un élément d'une fusée spatiale équipé de son moteur-fusée et de réservoirs d'ergol ; lorsqu'il y a plusieurs étages, chaque étage peut être séparable.
Les étages peuvent être superposés — la fusée est alors composée d'un empilement de fusées — ou ils peuvent être assemblés en parallèle, ce qui est le cas avec les propulseurs d'appoint.
Une fusée multi-étages est composée de plusieurs étages superposés de taille décroissante. Le premier étage est la partie inférieure de la fusée, il est allumé au moment du décollage ; le dernier étage est la partie supérieure de la fusée, il peut être équipé de la coiffe et de la charge utile. Les lanceurs possèdent en général deux ou trois étages pour placer une charge utile en orbite. Le principe de lanceur orbital monoétage n'est pas encore fonctionnel.
Au cours du vol, chaque étage est largué au fur et à mesure de l'épuisement de ses ergols. L'intérêt est d'alléger la fusée au fur et à mesure de son vol, ce qui permet d'atteindre l'orbite terrestre et la vitesse de satellisation. De plus, chaque étage a un moteur optimisé pour une pression extérieure spécifique, typiquement le dernier étage a un moteur optimisé pour le vide spatial.

## Historique

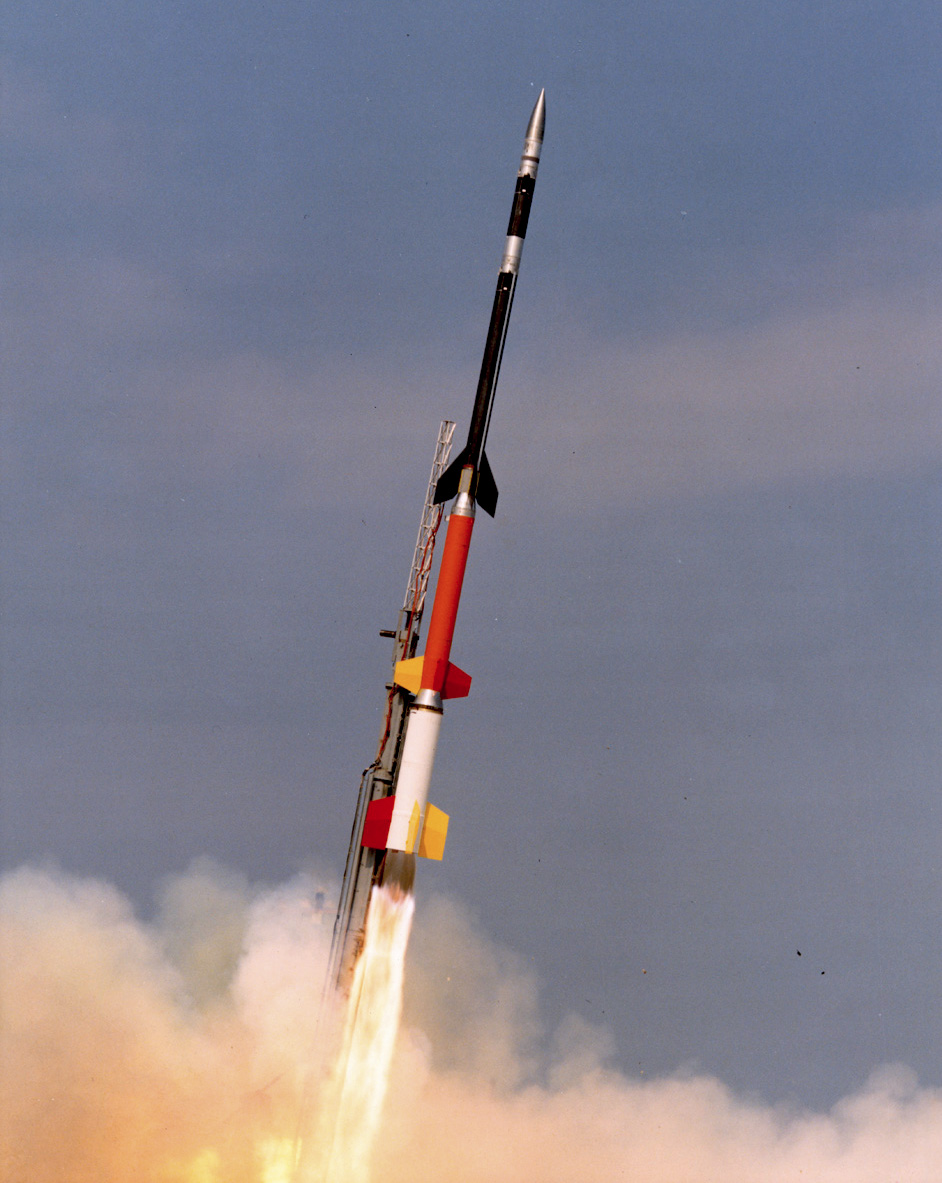
La fusée-sonde Black Brant composée de 3 étages.

Vers 1591, un artificier allemand, Johann Schmidlap, inventa la fusée gigogne, un engin pyrotechnique à multiples étages allumés séquentiellement et permettant de faire atteindre au feu d'artifice une plus grande altitude. C'est l'ancêtre des fusées à multiples étages utilisées aujourd'hui.
Lors de la Première Guerre mondiale, elles refirent surface avec les ancêtres des roquettes, utilisées par les aviateurs pour toucher les ballons d'observation ennemis.
Les plus grands progrès de la fin du XIXe siècle à la Seconde Guerre mondiale sont dus à Pedro Paulet, réalisateur du premier moteur à ergols liquides, puis à Louis Damblanc qui lança la première fusée à étages, et enfin, à Robert Goddard.

## Principe
Le principe est celui d'une fusée à étages (en).

## Utilisation: lanceur orbital à étages

### Lanceur orbital monoétage
Un lanceur orbital monoétage est un type de véhicule spatial capable d'atteindre l'orbite terrestre et la vitesse de satellisation sans avoir à larguer un ou des étages propulsifs au cours de son ascension. Plusieurs projets de ce type ont été étudiés (HOTOL, Skylon, McDonnell Douglas DC-X, le Lockheed-Martin X-33, le Roton SSTO), mais aucun n'a jusqu'à présent abouti, car le concept nécessite d'effectuer plusieurs percées technologiques.

### Lanceur orbital biétage
Un lanceur orbital biétage (en) est un type de véhicule spatial capable d'atteindre l'orbite terrestre et la vitesse de satellisation comprenant deux étages propulsifs.
| Historique                                                                                            | Actuel                                                      | En développement                              |
| --- | ----------------------------------------------------------- | --------------------------------------------- |
| - Cosmos-3M - Delta IV Medium - Falcon 1 - Saturn IB - Titan II GLV - Tsyklon-2 - Zenit-2 et Zenit-2M | - Atlas V 401 et 501 - Electron - Falcon 9 - Vulcan Centaur | - Angara 1.2 - Starship - New Glenn - Miura 5 |

### Lanceur orbital à 3 étages
Un lanceur orbital à 3 étages est un type de véhicule spatial capable d'atteindre l'orbite terrestre et la vitesse de satellisation comprenant trois étages propulsifs, ou deux étages propulsifs et des boosters.
| Trois étages propulsifs | Deux étages propulsifs et des boosters |
| --- | --- |
| - Ariane 1 - Ariane 2 - Ariane 4 - GSLV - KSLV-2 Nuri - Longue Marche 1 - Longue Marche 5 - PSLV - Proton - Saturn V - Unha-3 - Vanguard - Zenit-3SL | - Angara A5 - Ariane 5 - Ariane 6 - Atlas V 551 - Delta II - Delta III - Delta IV-Medium+ et -Heavy - Falcon Heavy - Geosynchronous Satellite Launch Vehicle Mk III - H-IIA, H-IIB - Longue Marche 2E, Longue Marche 2F, Longue Marche 3B - Navette spatiale américaine - Soyuz - Space Launch System - Titan IV |

### Lanceur orbital à 4 étages
Un lanceur orbital à 4 étages est un type de véhicule spatial capable d'atteindre l'orbite terrestre et la vitesse de satellisation comprenant quatre étages propulsifs, ou trois étages propulsifs et des boosters.
| Quatre étages propulsifs                                            | Trois étages propulsifs et boosters |
| ------------------------------------------------------------------- | ----------------------------------- |
| - Ariane 1 - ASLV - Minotaur IV - Minotaur V - Proton - PSLV - Vega | - Longue Marche 5                   |

## Autres utilisations

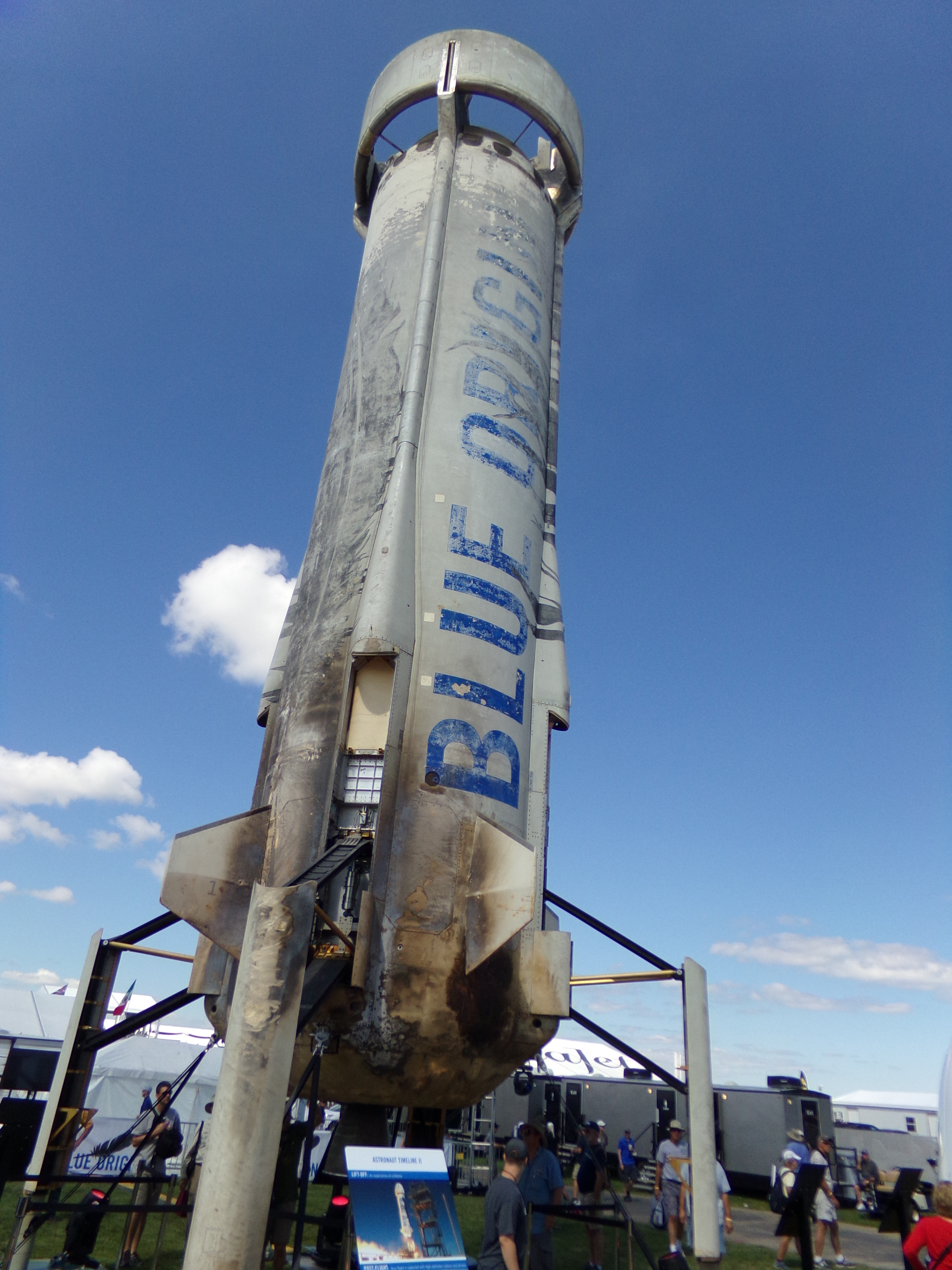
New Shepard

### New Shepard
Le New Shepard comprend une fusée mono étage et une capsule destinée à embarquer des passagers pour un vol suborbital. Le décollage et l'atterrissage de la fusée sont verticaux.

### Étage vernier
L'étage dit vernier — ou étage moteur vernier — est un étage additionnel, ne faisant pas partie du lanceur lui-même, d'un missile balistique multi-charges destiné à faire d'infimes corrections de trajectoire ou à injecter les différents corps de rentrée sur des trajectoires aboutissant aux objectifs qui leur sont respectivement assignés.